# Ивринди
Ивринди (тур. İvrindi) — город и район в провинции Балыкесир (Турция).

## История
Эти места в разные исторические периоды находились под властью Персидского царства, державы Александра Македонского, Рима, Византии, затем эти земли захватили Карасы, после разгрома которых турками-османами вошли в состав Османской империи.
В 1920-1922 году район Ивринди находился под греческой оккупацией, и был освобождён в результате Думлупынарского сражения.
2 августа 1944 года был образован район Ивринди.